# Конное (Воронежская область)
Конное — посёлок в Ольховатском районе, Воронежской области, входит в состав Степнянского сельского поселения.

## География
Посёлок Конное расположен в центральной части Степнянского поселения, при отвершке Осычанского яра.

## История
Хутор основан в начале XX века.

## Население
| 2010 |
| ---- |
| 24   |